# Aloe decumbens
Aloe decumbens là một loài thực vật có hoa trong họ Măng tây. Loài này được (Reynolds) van Jaarsv. mô tả khoa học đầu tiên năm 2008.

## Hình ảnh

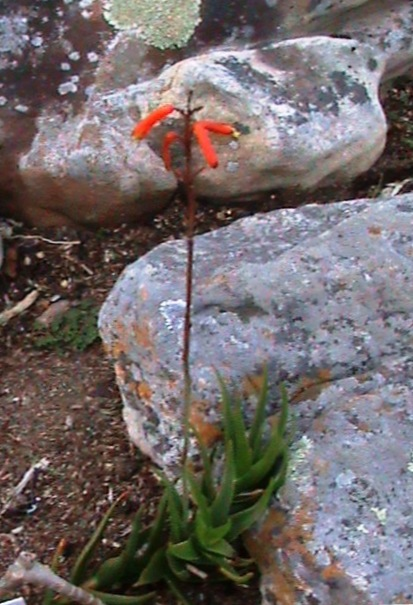
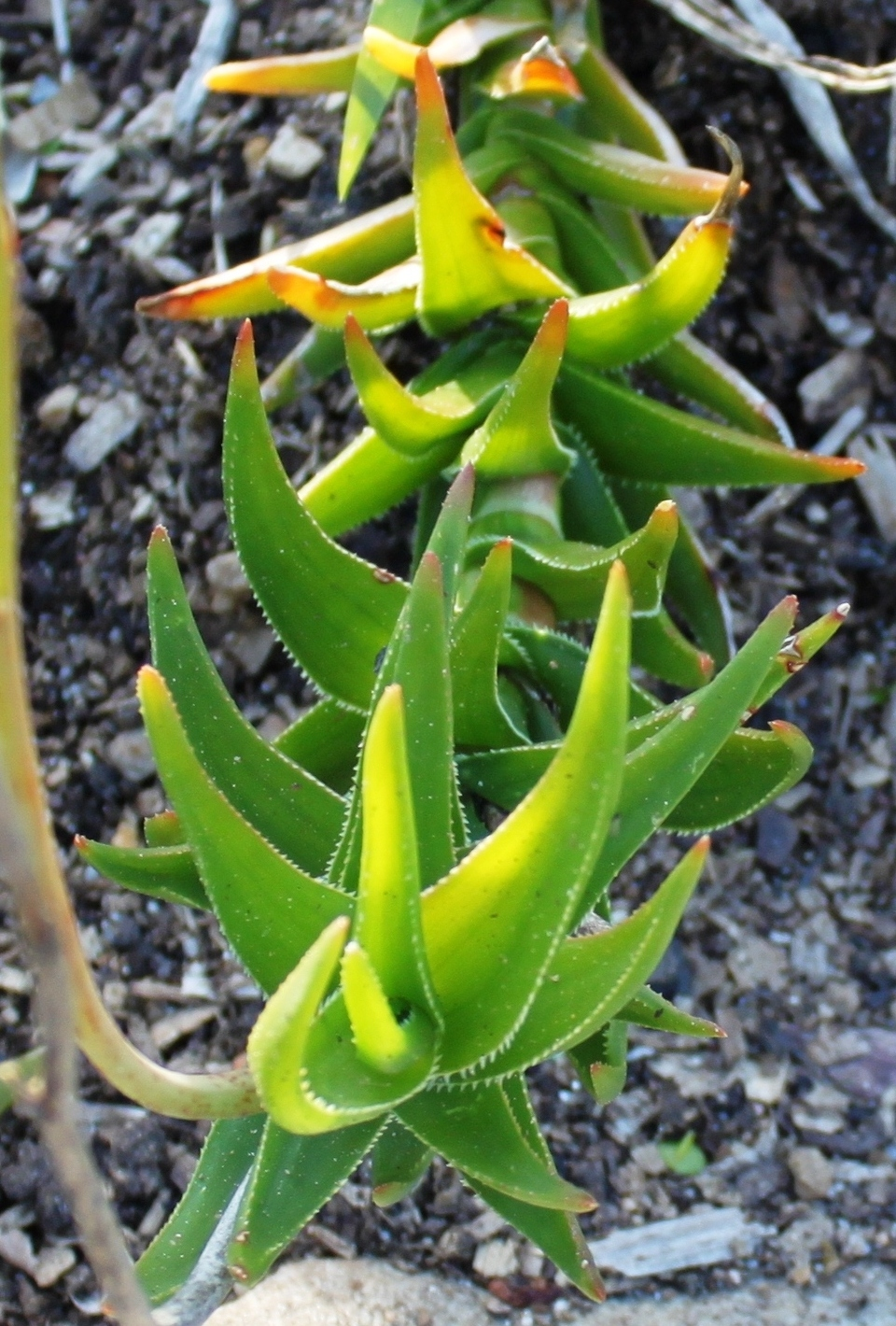
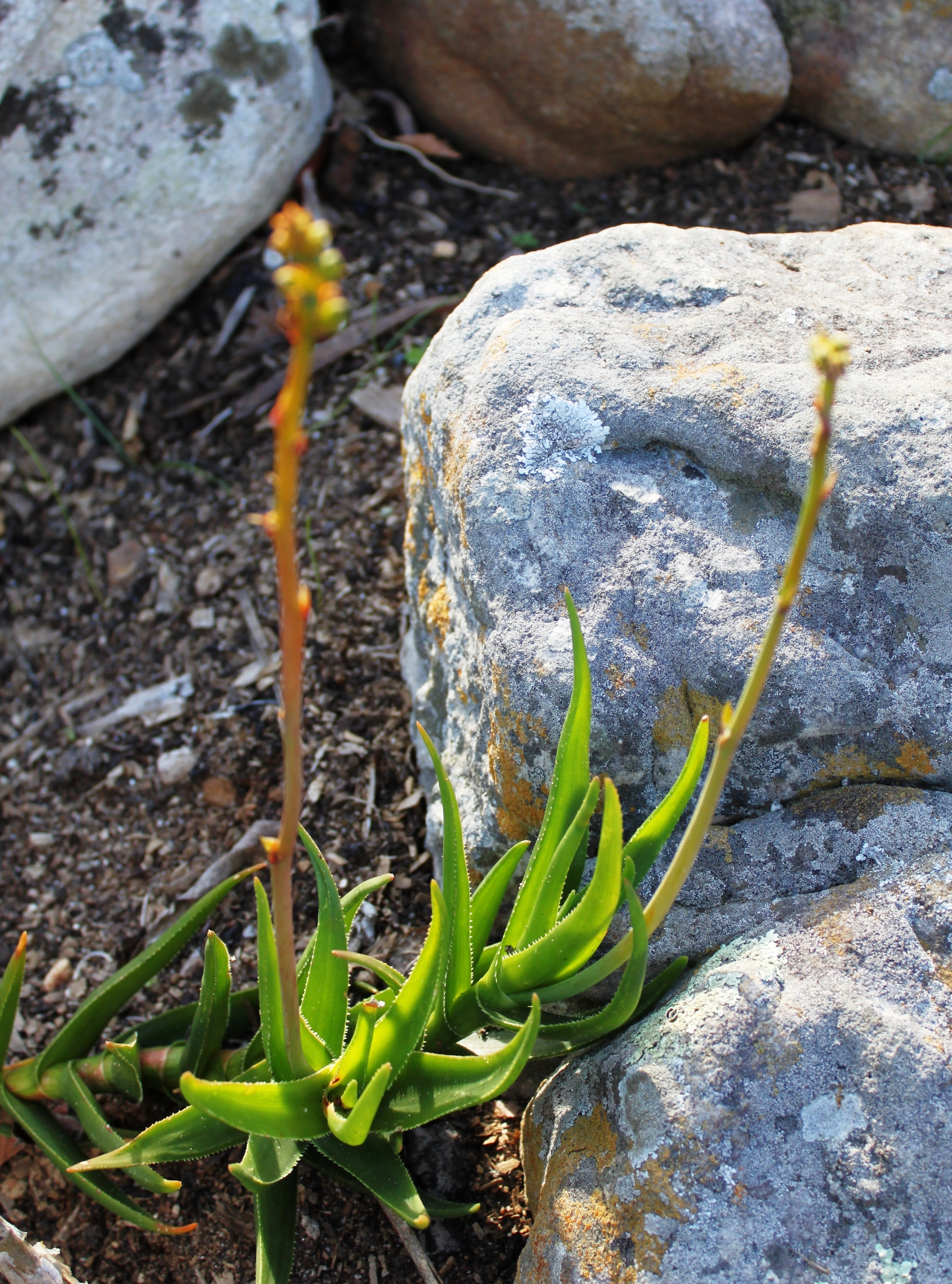
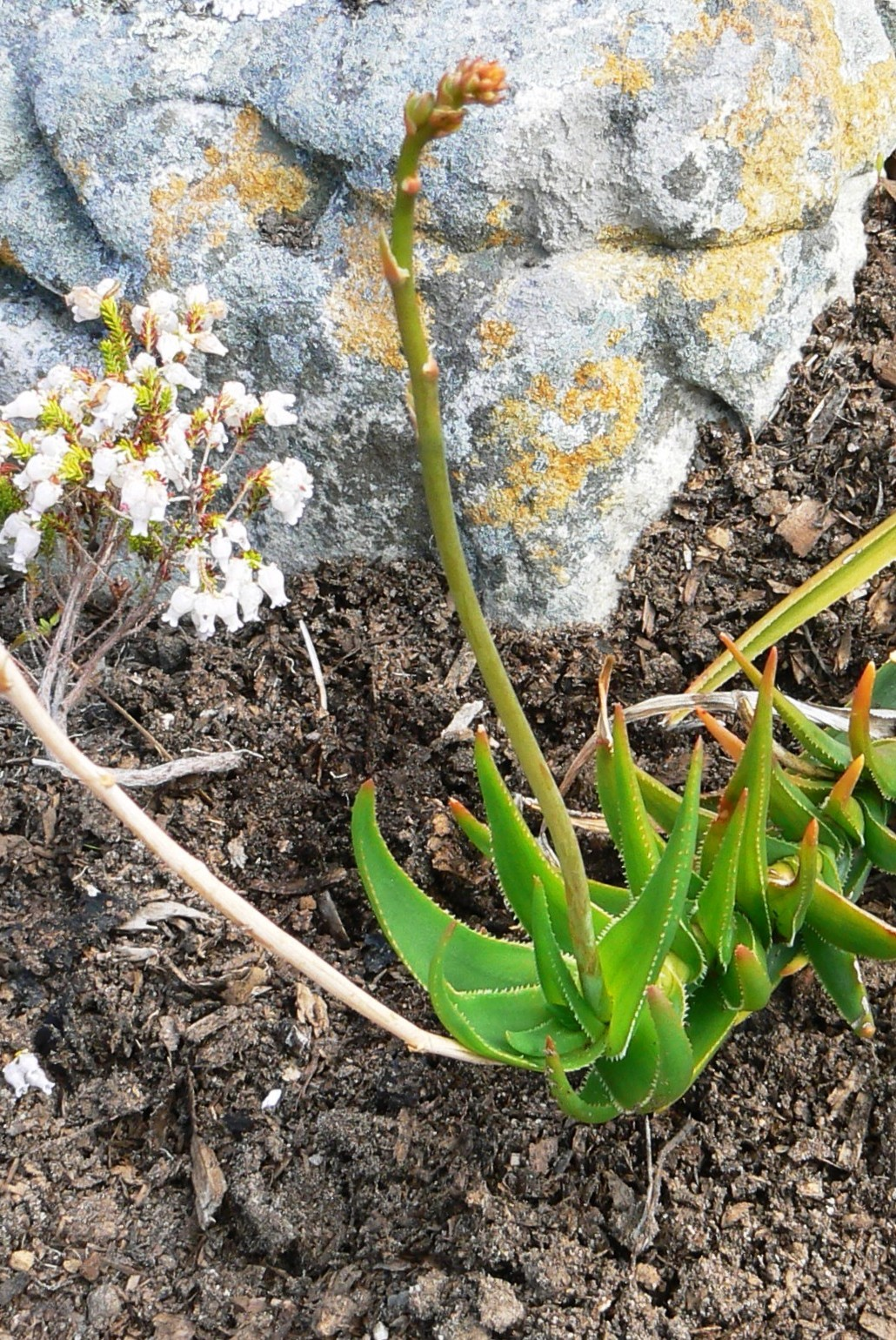